# 306
| 306                |
| ------------------ |
| Dødsfald - Fødsler |
|                    |

| Gregoriansk kalender | 306 CCCVI               |
| Ab urbe condita      | 1059                    |
| Armensk kalender     | I/T                     |
| Kinesiske kalender   | 3002 – 3003 乙丑 – 丙寅 |
| Etiopisk kalender    | 298 – 299               |
| Jødisk kalender      | 4066 – 4067             |
| Hindukalendere       |                         |
| - Vikram Samvat      | 361 – 362               |
| - Shaka Samvat       | 228 – 229               |
| - Kali Yuga          | 3407 – 3408             |
| Iransk kalender      | 316 BP – 315 BP         |
| Islamisk kalender    | 326 BH – 325 BH         |

Se også 306 (tal)

## Begivenheder
- 25. juli – Konstantin den Store bliver proklameret romersk kejser af sine tropper.

## Dødsfald
- 17. februar - Sankt Teodor af Amasea, romerskkatolsk helgen og martyr.